# Wifredo Lam

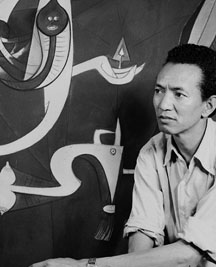
Wifredo Lam

Wifredo Lam, eigentlich Wilfredo Óscar de la Concepción Lam y Castilla (* 2. Dezember 1902 in Sagua la Grande, Kuba; † 11. September 1982 in Paris), war ein kubanischer, später französischer surrealistischer Maler und Grafiker. Sein Vater war Chinese und seine Mutter kongolesischer und kubanischer Abstammung. Lams chinesischer Name lautet 林飛龍, Lín Fēilóng. Obwohl er in erster Linie Maler war, beschäftigte er sich in seinem späteren Leben auch mit Bildhauerei, Keramik und Druckgrafik. Wifredo Lams kraftvolle Malerei wird in enge Verbindung mit dem Santería-Kult gebracht, da sie auf wild-tänzerische Art karibisch-afrikanische Geister und Formen zu beschwören scheint.

## Leben und Werk
Lam siedelte 1916 nach Havanna über, studierte von 1918 bis 1923 an der Kunsthochschule von Havanna. 1923 emigrierte er nach Spanien und besuchte die Kunsthochschule in Madrid. Lam begann sein Studium bei Fernando Álvarez de Sotomayor y Zaragoza, dem Kurator des Museo del PradoMuseo del Prado und Lehrer von Salvador Dalí. Morgens besucht er das Atelier seines konservativen Lehrers, während er abends mit jungen, nonkonformistischen Malern zusammenarbeitete. Im Prado entdeckte er die Werke von Hieronymus Bosch und Pieter Bruegel I. und war von ihnen beeindruckt. Während Lams frühe Gemälde in der modernistischen spanischen Tradition standen, wurde sein Werk bald einfacher und dekorativer. Obwohl seine Abneigung gegen den akademischen Konservatismus anhielt, prägte die Zeit in Spanien seine technische Entwicklung, in der er begann, eine primitive Ästhetik und die Traditionen der westlichen Komposition zu verschmelzen. In Paris lernte Lam auch die Konventionen der afrikanischen Bildhauerei kennen. 1929 heiratete er Eva Piriz, aber sowohl sie als auch ihr kleiner Sohn starben 1931 an Tuberkulose; es ist wahrscheinlich, dass diese persönliche Tragödie zum düsteren Charakter seines Werks beitrug.
In den 1930er Jahren war Lam einer Vielzahl von Einflüssen ausgesetzt. Der Einfluss des Surrealismus ist in seinem Werk ebenso erkennbar wie der von Henri Matisse. Lam hatte bereits vor seiner Zeit in Europa begonnen, surrealistische Techniken anzuwenden, da er durch die Publikationen eines Freundes von Künstlern wie Matisse gehört hatte. Als 1936–1937 der Spanische Bürgerkrieg ausbrach, schlug er sich auf die Seite der Republikaner und nutzte sein Talent, um republikanische Plakate und Propaganda zu entwerfen. Lam wurde 1937 zur Verteidigung Madrids eingezogen. Sein Freund, der Chemiker Faustino Cordón, vermittelte ihm eine Stelle in einer Waffenfabrik, wo er mit der Montage von Panzerabwehrbomben beauftragt wurde.
Nach sechs Monaten intensiver Arbeit mit Sprengstoffen erlitt Lam eine Vergiftung durch den Kontakt mit den chemischen Produkten. Im März 1937 wurde er zur Genesung in das Sanatorium von Caldes de Montbui, nördlich von Barcelona, geschickt. Dort lernte er die deutsche Forscherin Helena Holzer (Holtzer) und den katalanischen Künstler Manolo Hugué kennen. Manolo überreichte Lam das Empfehlungsschreiben, das seine Freundschaft mit Picasso begründete, dessen Werke Lam ein Jahr zuvor bei einer Ausstellung in Madrid beeindruckt und inspiriert hatten.
1938 zog er nach Paris, wo ihn Pablo Picasso in den Kreis um André Breton einführte. Er gewann schnell die Unterstützung Picassos, der ihn mit vielen führenden Künstlern der damaligen Zeit bekannt machte, darunter Fernand Léger, Henri Matisse, Georges Braque und Joan Miró. Auf seiner Reise nach Mexiko im selben Jahr wohnte Lam bei Frida Kahlo und Diego Rivera.
Picasso machte ihn auch mit dem Pariser Kunsthändler Pierre Loeb bekannt, der Lam 1939 seine erste Ausstellung in der Galerie Pierre Loeb ermöglichte, die von der Kritik begeistert aufgenommen wurde. Im selben Jahr stellten Picasso und Lam auch gemeinsam in den Perls Galleries in New York aus. Lams Werk entwickelt sich vom Einfluss von Matisse, der sich in seinen Stillleben, Landschaften und vereinfachten Porträts zeigt, zum Einfluss des Kubismus. Lam arbeitete hauptsächlich mit Gouache und begann, stilisierte Figuren zu schaffen, die von Picasso beeinflusst zu sein scheinen. Viele seiner Werke aus dem Jahr 1938 sind von emotionaler Intensität; die Themen reichen von interagierenden Paaren bis zu verzweifelten Frauen und zeigen einen deutlich stärkeren afrikanischen Einfluss, der sich in den kantigen Umrissen der Figuren und der Synthese ihrer Körper zeigt.
1940 floh er nach Marseille und 1941, zusammen mit einigen Surrealisten-Freunden, nach Martinique, wo er kurzzeitig interniert wurde. Die Zeit in Kuba brachte auch eine rasche Entwicklung seines Stils mit sich. Ausgehend von seinem Studium tropischer Pflanzen und seiner Vertrautheit mit der afrokubanischen Kultur zeichneten sich seine Gemälde durch die Präsenz einer hybriden Figur aus, die teils menschlich, teils tierisch und teils pflanzlich ist. Sein Stil zeichnete sich auch dadurch aus, dass er surrealistische und kubistische Ansätze mit Bildern und Symbolen der Santería verschmolz. 1943 begann er mit seinem bekanntesten Werk, The Jungle (La Jungla). Es spiegelt seinen reifen Stil wider und zeigt vier Figuren mit maskenartigen Köpfen, die halb aus der dichten tropischen Vegetation hervortreten. Später im selben Jahr wurde es in einer Ausstellung in der Pierre Matisse Gallery in New York gezeigt, wo es eine Kontroverse auslöste. Das Gemälde stellte die Spannung zwischen der Moderne und der Lebendigkeit und Energie der afrikanischen Kultur dar und wurde schließlich vom Museum of Modern Art in New York angekauft. Es wird oft mit Picassos Guernica verglichen, das im Museo Reina Sofía in Madrid hängt.
Ein weiteres Werk Picassos, das mit The Jungle (La Jungla) verglichen wurde, ist Les Demoiselles d’Avignon. Obwohl diese beiden Gemälde sechsunddreißig Jahre auseinander liegen und unterschiedliche kulturelle Kontexte haben, stellen sie beide Frauen in einem sexualisierten Kontext dar und enthalten beide primitivistische und kubistische Elemente in ihren Entwürfen.
Kriegsbedingt kehrt Lam 1942 nach Kuba zurück. 1944 heiratete er Helena Holzer (die später als Helena Benitez ein Buch über die Zeit mit Wifredo Lam schreiben wird). Sie lassen sich 1950 wieder scheiden. 1946 verbrachten er und André Breton vier Monate in Haiti. Dort vertiefte Lam durch die Beobachtung von Voodoo-Zeremonien sein bereits umfangreiches Verständnis und Wissen über afrikanische Göttlichkeit und magische Rituale, obwohl er später sagte, dass sein Kontakt mit der afrikanischen Spiritualität, die er in ganz Amerika vorfand, keinen direkten Einfluss auf seinen formalen Stil hatte. Die afrikanische Poesie hingegen soll eine erweiternde Wirkung auf seine Malerei gehabt haben. Im Jahr 1948 lernte er Asger Jorn kennen, mit dem ihn eine langjährige Freundschaft verband. Lam ließ sich 1952 in Paris nieder, nachdem er seine Zeit zwischen Kuba, New York und Frankreich aufgeteilt hatte. Lam traf die junge schwedische Künstlerin Lou Laurin in der Galerie du Dragon anlässlich einer Ausstellung lateinamerikanischer Künstler. Im September reiste er nach Schweden und nahm an der Kollektivausstellung Imaginisterna in der Galerie Colibri teil, an der auch andere mit der CoBrA-Bewegung verbundene Künstler teilnahmen. Er nahm sich die Zeit, das Land zu besuchen, insbesondere Falun, wo Lou Laurin ihn mit ihrer Familie bekannt machte.
1961 kaufte Wifredo Lam ein Haus in Albissola Marina an der Nordwestküste Italiens und richtete sich ein Atelier ein. Dort ließ er sich mit Lou Laurin nieder und sie bekamen drei Söhne, Eskil, Timour und Jonas. Hier entstanden auch seine keramischen Arbeiten für die Ceramiche San Giorgio in Albissola Marina.
1964 erhielt er den Guggenheim International Award. 1966 und 1967 fanden zahlreiche Retrospektiven seines Werks in der Kunsthalle Basel, der Kestner-Gesellschaft in Hannover, dem Stedelijk Museum in Amsterdam, dem Moderna Museet in Stockholm und dem Palais des Beaux-Arts in Brüssel statt. Er erhielt zahlreiche weitere Preise und Auszeichnungen. Wifredo Lams Werke sind in den wichtigsten Museen der Welt zu finden.
Wifredo Lam starb 1982 in Paris. Er wurde auf dem Pariser Friedhof Père-Lachaise eingeäschert, und seine Familie flog auf seinen Wunsch nach Kuba, um seine Asche der kubanischen Erde anzuvertrauen. Am 8. Dezember 1982 fand in Havanna ein Staatsbegräbnis statt, bei dem seine Frau Lou Laurin-Lam in Anwesenheit von Fidel Castro die Asche von Wifredo Lam auf dem Friedhof Colón beisetzte.

## Einzelausstellungen (Auswahl)
- 1966/1967: Wifredo Lam, Kestner-Gesellschaft, Hannover
- 1982/1983: Madrid, Museo Nacional de Arte Contemporáneo, Homenaje a Wifredo Lam 1902-1982 / Bruxelles, Musée d’Ixelles, Wifredo Lam, 1902-1982 / Paris, Musée d’Art moderne de la Ville de Paris, Wifredo Lam, 1902-1982
- 2015/2016: Wifredo Lam, Centre Pompidou, Paris
- 2016/2017: The EY Exhibition, Wifredo Lam, Tate Modern, London

## Gemeinschaftsausstellungen
Lam nahm 1959 an der documenta II und 1964 an der documenta III in Kassel teil.

## Bibliografie
- José Pierre: Lexikon des Surrealismus, Dumont-Verlag, Köln